# Конзервисање воћа и поврћа
Конзервисање намирница је заједнички назив за различите поступке којима је циљ да се у што већој мери и кроз што дужи период очува
изворни квалитет неке намирнице, да се спречи њено кварење или деградација.

### Потреба за чувањем воћа и поврћа
У вештачким условима потреба за чувањем воћа и поврћа јавља се из два разлога:
- Ограничен капацитет уређаја и постројења за конзервисање и прераду сезонски приспелог воћа и поврћа
- Продужење сезоне коришћења у свежем стању

Одређене сировине сазревају у различито време на различитим местима у свету. У жељи да се користи свеже воће и поврће за прехрану и у време када га нормално нема у одређеним подручјима, или услед одређених климатских или неповољних земљишних услова, у међународној трговини често се транспортују овакве намирнице на доста велике удаљености. У смислу продужења сезоне коришћења свежег воћа и поврћа сигурно да није свеједно у којем стадијуму зрелости су ови биљни делови обрани, колико дуго и под каквим условима се транспортују и колико дуго и под каквим условима су чувани пре употребе. На биохемијске реакције које утичу на зрење може се утицати: хемијским средствима, контролисаном атмосфером и висином температуре.

## Фактори који утичу на дужину чувања воћа и поврћа
Дужина могућег складиштења воћа и поврћа и под оптималним условима је промењива и креће се од неколико дана до неколико месеци. У погледу могуће дужине складиштења разликују се производи који споро живе тј. Споро дишу нпр. Кромпир и лимун који ослобађају око 3 - 4 mg СО2 кг/ч при 4 °C и производи који брзо живе тј. Брзо дишу, нпр. Јагода, која издваја преко 30 mg СО2 кг/ч при 4 °C.
Могућност чувања воћа и поврћа зависи од више фактора као што су:
- температурни коефицијент дисања (величина карактеристична за сваку биљну врсту)
- температура у време бербе и транспорта, - врста и сорта воћа и поврћа обзиром на дужину вегетационог периода
- зрелост
- услови транспорта
- услови манипулације, механичка оштећења и загађења
- време проведено од момента бербе до складиштења и сл.[3]

### Вегетациони период и агротехничке мере
Због различите брзине дисања кромпир, лук и друго коренасто - кртоласто поврће као и воће са дужим вегетацијским периодом могу се доста дуго чувати чак иу свакодневним (обичним) условима. За разлику од овога, неко поврће и воће (грашак, јагодасто воће) већ после неколико сати од бербе подлежу променама.
Биљне врсте чији је вегетацијски период краћи издвајају веће количине СО2, а могућност њиховог чувања у оптималним условима је мања. Овим се објашњава чињеница да се на пример јабуке (дужи вегетацијски период), чувају дуже од јагода (краћи вегетацијски период). Исто објашњење важи и за случај летњих сорти јабука у поређењу са јесењим сортама. Промене до којих долази током чувања у мањој мери условљене су и другим факторима као што су: старост саме биљке, агротехничке мере и услови гајења као и крупноћа плодова и др.

### Зрелост и стање биолошке равнотеже
Недовољно зрело воће се лакше и брже смежура и лакше подлеже болестима. Презрели плодови могу се чувати само краће време. Само неоштећени плодови и биљни делови се могу нормално чувати. Оштећени плодови брже дишу и лако подлежу микробиолошком кварењу. Зрење и старење плодова воћа и поврћа одвија се услед утицаја биљних хормона које производи само биљно ткиво у одређеној фази старости. Ови хормони у великој мери утичу на интензитет и ток дисања као и на друге биохемијске реакције. На основу бројних експеримената утврђено је да се одређеним средствима може утицати на сазревање било да се оно успорава или убрзава.
У плодовима који почињу сазревати образује се одређена количина ацеталдехида, алкохола и етен, а само зрење се интензивира. Ова средства могу се користити за вештачко дозревање. Пошто има најизразитије деловање, у највећем броју случајева за вештачко дозревање користи се етилен.
Климактеријско воће је карактерисано брзим порастом интензитета дисања и формирањем етилена у фази дозревања. На ову групу воћа етилен има утицаја као стимулатор зрења. Убрзане биохемијске реакције, односно време климактеријума код неког воћа је у пуној зрелости (јабука, крушка, бресква, кајсија, шљива ..) или нешто касније (авокадо, банана, манго, парадјз). У фази климактеријума постигнута је најбоља квалитета за конзумирање (типична боја, мирис и укус). После ове фазе плодови су презрели.
Неклимактеријски плодови немају пораст интензитета дисања у време сазревања и нема интензивнијег издвајања етилена услед одсуства или нарушавања система који генерише етилен из л-аминоциклопропан-л карбоксилне киселине. Сам етилен не стимулише дозревање ових плодова. Пример неклимактеријских плодова су: ананас, јагода, смоква, вишња, грожђе, цитрус воће, лубенице, шпаргла и краставац. У којој ће мери етилен бити ефикасан за дозријевање зависи о степену зрелости воћа на које се примењује. Зелени плодови дозријевају у присуству етилена док полузрели плодови зру и без његовог присуства ако се температура нешто повиси.

### Услови складиштења
Када се каже услови складиштења, у првом реду се мисли на висину температуре при којој се воће и поврће чува. Брзина биохемијских реакција повећава се за три и више пута са порастом температуре за 10 °C, односно смањује се за 2-3 пута снижењем температуре за 10 °C. Очигледно је да се висином температуре може утицати на брзину ових реакција, а самим тим на квалитет и дужину чувања и коришћења намирнице.
При нижим температурама успорене су биохемијске реакције као и раст микроорганизама. Због тога биљно ткиво после бербе треба што пре охладити на нижу температуру. Међутим, прениска температура такође може неповољно деловати на биљни материјал. Утицај прениске температуре се може манифестовати у виду оштећења насталих услед замрзавања ћелије и ткива или у виду тзв. физиолошких оштећења. Као последица настаје потамњивање покожице или унутрашњости плодова, односно промена укуса и мириса. У овом случају тамњење се јавља у средини воћних плодова и поступано се шири ка површини. Контролисаним условима чувања може утицати како на квалитет плодова воћа и поврћа тако и на дужину чувања. Контролисани услови могу условити величину губитака услед биохемијских и микробиолошких промена а исто тако утичу и на клијање дозревање и презријевање биљног ткива. Правилним избором температурног режима током чувања, могуће је сачувати 80-85% витаминске вредности, хранљиву вредност, као и карактеристична кулинарска и органолептичка својства воћа и поврћа.
Количина ослобођеног СО2 НА 0 °C и температурни коефицијент дисања неких врста воћа и поврћа
| Врста   | C02 (mg/kg h) | Температурни коефицијент дисања |
| ------- | ------------- | ------------------------------- |
| Кромпир | 3,4           | 0,0617                          |
| Наранџа | 3,6           | 0,0718                          |
| Јабука  | 4,1           | 0,0932                          |
| Мрква   | 4,6           | 0,1319                          |
| Грожђе  | 4,7           | 0,1277                          |
| Банана  | 7,3           | 0,0782                          |
| Кајсија | 8,1           | 0,1139                          |
| Малина  | 22            | 0,1305                          |

## Конзервисање свежег воћа и поврћа

### Конзервисање контролисаном атмосфером (ЦА)
Под контролисаном атмосфером подразумева се атмосфера у којој се контролише атмосфера складиштења регулацијом референтних параметра (СО2, О2, температура, релативна влажност), а који су карактеристични за сваку врсту па и сорту поврћа и воћа. Контролисаном атмосфером утиче на биохемијске реакције. Неопходно је ефикасна концентрација састојака атмосфере у области за складиштење као и у ћелијског биљног ткива. Контролисаном атмосфером има сличан ефекат као и ниске температуре (споро дисање) Као што је контролисана атмосфера за складиштење воћа које су осетљиве на ниске температуре. Када је реч о контролисаној атмосфери њеном утицај на биохемијске реакције обично се односи на реакције које се не могу успешно контролисати ниским температурама. Врло се често мисли на јабучаство воће које се бере недовољно зрело, а које треба дозрети пре него сто се употреби. Контролисаном атмосфером утиче се на мање одрвењавања плодова и привремено дозревање током складиштења. Применом контролисане атмосфере се инхибиају биохемијске реакције које доводе до формирања етилен-стимулатора зрења. На тај начин се продужава време складиштења и дозревења јер се смањује интензитет респирације због одсуства етилена. У том смислу код климактеријског воћа не долази до климакса ако је удео кисеоника у околини 2 - 3% односно унутрашња концентрација кисеоника л - 2%.
Истовременим снижењем температуре и снижењем удела кисеоника или повећањем удела СО2 може се успорити процес дисања, односно успоравају се биохемијске промене. Тиме се успорава процес сазревања, а истовремено се спречава омекшавање плодова, стварање страног мириса, укуса и боје. Контролисана атмосфера може се применити у комбинацији са сниженом температуром када даје максимални позитивни ефекат.
У случају прекорачења одређене границе количине кисеоника (најчешће испод 2%) долази до анаеробног дисања, успоравања метаболизма и смрти ћелије. До смрти не долази тренутно. Извесно време се одвија анаеробно дисање када станица потребан кисеоник узима из шећера који се разлаже, а производи овог типа дисања условљавају престанак животних функција ћелије. Истовремено долази до промене укуса и појава физиолошких оштећења или ожеготина. Укус је најчешће измењен услед настајања и нагомилавање етанола, ацеталдехида и ћилибарне киселине. Ови производи настају као резултат поремећеног метаболизма, јер престаје активност дехидрогеназе ћилибарне киселине ако се прекорачи удео од 10% СО2. Оваква оштећења у условима контролисане атмосфере могу се избећи нешто вишом температуром од уобичајене, тј. Температура складиштења 3-4 °C. Брзина репсирације се смањује само ако је у интрацелуларном простору мање од 1% кисеоника, и често само ако је ова вредност 0,1%. Овај низак садржај кисеоника не сме се дозволити, јер је то удео у близак анаеробном окружењу. Из тих разлога, претпоставља се да је принцип деловања контролисаном атмосфером није у смањењу метаболизма, али то спречава активност неких оксидационих ензима (полипхенолокидасе, цитокромоксидаза, аскорбиноксидаза итд), чија активност је прекинута ако је концентрација кисеоника у центру мања од 2%.
Услови контролисане атмосфере и време чуванја за неке сорте јабука
| Сорта          | O2% | CO2 % | Темп(°C) | Складиштење(месеци) |
| -------------- | --- | ----- | -------- | ------------------- |
| Фуји           | 1.4 | 1.0   | 0.3      | 7-11                |
| Гала           | 1.7 | 1.6   | 1.3      | 2-9                 |
| Златни делишес | 1.6 | 2.3   | 0.5      | 7-11                |
| Granny Smith   | 1.4 | 2.0   | 0.6      | 7-11                |
| Идаред         | 2.1 | 2.5   | 1.9      | 7-10                |
| Red delicious  | 1.6 | 1.8   | 0.0      | 6-11                |
| Royal Garda    | 1.7 | 1.8   | 0.2      | 5-8                 |
| Јонаголд       | 1.4 | 2.7   | 0.9      | 5-10                |

### Хлађење-потхлађивање
Потхлађивање је нагло хлађење сировине (непосредно након брања) на + 2 до + 4 °C зависно о томе да ли се ради о више или мање осетљивом воћу или поврћу. Том приликом се успоравају процеси метаболизма. Потхлађивање се обавља у сврху транспорта на већу удаљеност или пре стављања на чување. Најчешће се потхлађује јагодасто воће и на тај начин му се продужава свежина 10 до 20 сати. Вештачко дозревање је процес убрзавање процеса дозревања вештачким подизањем интезитета респирације.
Кисеоник је средство који се може користити за бржо сазревање. Уколико се жели применити за убрзано зрење, кисеоникова база је Са(ОН)2 или или вода за упијање СО2 насталог током репсирације, чиме се повећава удео ксеоника у околној атмосфери.
Разелењавање неке сорте јесењег и зимског воћа (јабуке, крушке) плодове који, иако физиолошки зрели, нису најпогоднији за потрошњу, тј. не поседује конзумативну зрелост. Током складиштења такви производи пролазе кроз фазу сазревања. Током овог периода, изгубе део киселине и опорости, долази до омекшавања плода и до формирања карактеристичног мириса. Стога је уобичајено накнадно зрење. Из тих разлога често парадајз, банане и лимун беру у зеленом стању, прелазе хиљаде километара далеко од места бербе под контролисаним условима, а тек накнадно дозријевају до стадијума конзумне зрелости. У зависности од момента када се жели одређено воће или поврће изнети на тржиште, током складиштења могу се предузети мере које имају задатак да успоре или убрзају зрење. Раззелењавање се најчешће обавља у сврху изласка на тржиште (цитруси, агруми, банане).
Вредност појединих параметара при раззелењавању
| РБ | Параметар          | Вредности          |
| -- | ------------------ | ------------------ |
| 1  | Етилен             | 5ppm у вадуху      |
| 2  | Температура        | 28–29 °C(18–21 °C) |
| 3  | Релативна влажност | 90-96%             |

## Важност воћа и поврћа за исхрану човека
Савремена сазнања о физиологији исхране указују на све већу важност воћа и поврћа, односно њихових прерађевина, у стандардној и функционалној исхрани. Познато је, наиме, да није довољно храном уносити у организам само састојке који су извор енергије или служе за изградњу ткива него и оне састојке који осигуравају нормално функционисање организма у свим стањима и облицима човекове активности. Такви састојци налазе се управо у воћу и поврћу.